# ユニ・グローバル・ユニオン
ユニ・グローバル・ユニオン（略称：ユニ、英語：UNI Global Union、略称：UNI）は、スイスのジュネーブ近郊のニヨンに本部を構える労働組合の国際組織である。旧称は、ユニオン・ネットワーク・インターナショナル（略称：ユニ、英語：Union Network International、略称：UNI）である。

## 概要
UNI Global Union（以下：UNI）は、国際コミュニケーション労連（CI）、国際商業事務専門職技術労連（FIET）、国際製版印刷労連（IGF）、国際芸術・マスコミ・芸能・映画放送労連（MEI）が統合して、2000年1月に設立された（旧称：Union Network International）。
世界150ヵ国・900の労働組合・2,000万人の技能労働者・サービス労働者で構成されており、国際労働運動を通じてグローバル経済のもたらす課題に対応するため結成された。

## 組織
UNIは、4年ごとに開催される世界大会が最高の決議機関であり、基本となる活動方針が決定されるほか、世界執行委員会をはじめとする役員が選出される。世界大会は、第1回が2001年9月にドイツのベルリン、第2回が2005年8月にアメリカのシカゴで開催された。2010年11月には、UNIの10周年を記念して日本の長崎で第3回世界大会が長崎県立総合体育館で開催された。2014年には南アフリカのケープタウンで第4回UNI世界大会が開催された。

また、UNIの組織機構は、「地域機構」・「業種別部会機構」と業種を横断する「専門委員会」の3つの機構が設けられている。UNI加盟組織は、それぞれの国の所在地による地域組織に所属し、関係する業種の業種別部会に参加する。

### 地域機構
4つの地域から構成されている。
- 欧州地域組織（UNI Europa）：事務所（ブリュッセル）
- 米州地域組織（UNI Americas）：事務所（モンテビデオ）
- アジア太平洋地域組織（UNI Apro）：事務所（シンガポール）
- アフリカ地域組織（UNI Afrika）：事務所（アビジャン）

### 業種別部会機構
幅広い産業をカバーするため、12の部会が設けられている。
- UNI商業
- UNI電力
- UNI金融
- UNI印刷・パッケージング
- UNI理容･美容
- UNIメディア･娯楽･芸術
- UNI郵便・ロジスティクス
- UNIビル保守管理･警備
- UNIケア
- UNI ICTS
- UNI観光
- UNI派遣

### 専門委員会
あらゆる部会の問題に取り組むために、3つの専門委員会が設けられている。
- UNI女性
- UNI青年
- UNI専門職・監督職

なお、この他に後方支援機能として、UNI SCORE（UNI戦略キャンペーン・組織化・調査・教育局）が設けられている。

## UNI日本加盟組織連絡協議会
UNI日本加盟組織連絡協議会（UNI-LCJapan）は、日本のUNI加盟組織がUNI活動への対応を検討するとともに、意見調整をするための国内協議会であり、UNIの結成にあわせて2000年（平成12年）1月に発足した。

毎年1回、1月～2月頃に年次総会が開催されており、活動計画や役員選出が行われるとともに、運営・活動に関わる事項については、UNI-LCJapanに加盟する組織から選出されたメンバーからなる運営委員会で決定されている。日頃からUNI本部とアジア太平洋地域組織（UNI Apro）と緊密に連携した活動がすすめられている。

## 日本の加盟組合
UNI日本加盟組織連絡協議会（UNI-LCJapan）には12組織が加盟している。
- 印刷情報メディア産業労働組合連合会（印刷労連）
- 情報産業労働組合連合会（情報労連）
- 全印刷局労働組合（全印刷）
- 全国信託銀行従業員組合連合会（全信連）（賛助会員）
- 全国生命保険労働組合連合会（生保労連）
- 全国繊維化学食品流通サービス一般労働組合同盟（UAゼンセン）
- 全国労済労働組合連合会（労済労連）
- 全国労働金庫労働組合連合会（全労金）
- 全日本自動車産業労働組合総連合会（自動車総連）
- 損害保険労働組合連合会（損保労連）
- 日本放送労働組合（日放労）
- 日本郵政グループ労働組合（JP労組）

なお、日本新聞労働組合連合（新聞労連）、日本民間放送労働組合連合会（民放労連）、日本プロ野球選手会、日本プロサッカー選手会（国際プロサッカー選手会として加盟）は、UNI世界組織に直接加盟している。